# Raymond Barsemian
Raymond Barsemian (* 13. September 1997 in New York City) ist ein US-amerikanischer Volleyballspieler.

## Karriere
Barsemian begann seine Karriere am Los Angeles Pierce College. Von 2017 bis 2021 studierte er an der Concordia University Irvine. Nach seinem Abschluss wechselte er zum spanischen Erstligisten CV Manacor. 2022 wurde er vom deutschen Bundesligisten Netzhoppers Königs Wusterhausen verpflichtet.